# تصویر (فیلم ۱۹۷۵)
تصویر (انگلیسی: The Image) یک فیلم شهوانی به کارگردانی ردلی متزگر است که در سال ۱۹۷۶ منتشر شد. از بازیگران آن می‌توان به کارل پارکر ،مرلین رابتز ،ربکا بروک و والری مارون اشاره کرد. 

## خلاصه داستان
ژان نویسنده میانسالی که در پاریس زندگی میکند ، با دوست قدیمی《کلر》 به زودی به دنیای سادومازوخیسم همراه با《 آن》 شریک جوان کلر جذب می‌شود.